# 台州市域铁路S1线
台州市域铁路S1线，又称台州轨道交通S1线，是位于浙江省台州市境内一条通勤铁路，也是台州轨道交通线路网重要的主干道。它连接了台州站、台州客运南站、温岭站、玉环站（二期规划）等重要交通枢纽。S1线一期线路全长52.396km，其中地下线长度17.833km，山岭隧道4座，长度4.985km，高架线长度29.22km，路基长度0.357km，乘客有效乘车距离为49.9km。其中地下站7座，高架站8座。
台州市域铁路S1线（一期）已于2016年11月17日开工，计划工期4年，并在2022年12月28日正式开通运营。

## 车站
2022年5月，台州市域铁路S1线站点名称批前公示。
随后，台州民政公布台州市新命名的部分地名，其中包括15个台州市域铁路S1线站点名称，与之前的批前公示相比，个别站点名称有调整，如拟定大闾站最终改为工程名城南站，拟定茶屿站最终改为工程名泽国站。

### 车站列表
| 工程规划期数   | 快车 | 正式站名         | 工程名     | 站间距 | 累计距离 | 所在地 | 车站及站台形式 | 换乘线路 | 开通日期       | 车站等级 |
| -------------- | ---- | ---------------- | ---------- | ------ | -------- | ------ | -------------- | -------- | -------------- | -------- |
| 一期           | ●    | 台州火车站       | 台州中心站 | -      | 0km      | 椒江区 | 地下岛式站台   | S2线     | 2022年12月28日 | 普通站   |
| 一期           | ●    | 学院路           | 开发大道   | 4.44km | 4.44km   | 椒江区 | 地下岛式站台   | 不适用   | 2022年12月28日 | 普通站   |
| 一期           | ｜   | 国博中心         | 银泰城     | 2.67km | 7.11km   | 椒江区 | 高架侧式站台   | 不适用   | 2022年12月28日 | 普通站   |
| 一期           | ｜   | 汇丰路           | 洪家       | 1.57km | 8.68km   | 椒江区 | 高架侧式站台   | 不适用   | 2022年12月28日 | 越行站   |
| 一期           | ｜   | 锦泰             | 商海北街   | 2.55km | 11.23km  | 路桥区 | 高架侧式站台   | 不适用   | 2022年12月28日 | 普通站   |
| 一期           | ●    | 恩泽医院         | 腾达路     | 4.18km | 15.41km  | 路桥区 | 地下岛式站台   | 不适用   | 2022年12月28日 | 普通站   |
| 一期           | ｜   | 台州汽车南站     | 客运南站   | 2.32km | 17.73km  | 路桥区 | 地下岛式站台   | 不适用   | 2022年12月28日 | 普通站   |
| 一期           | ｜   | 泽国             | 泽国       | 8.15km | 25.88km  | 温岭市 | 高架侧式站台   | 不适用   | 2022年12月28日 | 越行站   |
| 一期           | ●    | 温岭火车站       | 温岭火车站 | 2.39km | 28.27km  | 温岭市 | 高架侧式站台   | 不适用   | 2022年12月28日 | 普通站   |
| 一期           | ｜   | 汇川王           | 横峰       | 5.21km | 33.48km  | 温岭市 | 高架侧式站台   | 不适用   | 2022年12月28日 | 普通站   |
| 一期           | ｜   | 温岭第一人民医院 | 中心大道   | 3.38km | 36.86km  | 温岭市 | 高架侧式站台   | 不适用   | 2022年12月28日 | 越行站   |
| 一期           | ｜   | 九龙大道         | 城西       | 2.24km | 39.1km   | 温岭市 | 地下岛式站台   | 不适用   | 2022年12月28日 | 普通站   |
| 一期           | ●    | 万昌路           | 万昌路     | 2.42km | 41.52km  | 温岭市 | 地下岛式站台   | 不适用   | 2022年12月28日 | 普通站   |
| 一期           | ｜   | 南屏             | 温岭体育场 | 1.84km | 43.36km  | 温岭市 | 地下岛式站台   | 不适用   | 2022年12月28日 | 普通站   |
| 一期           | ●    | 城南             | 城南       | 6.71km | 50.07km  | 温岭市 | 高架岛式站台   | 不适用   | 2022年12月28日 | 普通站   |
| 二期（南延段） | ｜   | 岙环             | 岙环       |        |          | 温岭市 | 待定           | 不适用   | 预计2031年     | 普通站   |
| 二期（南延段） | ｜   | 沙门             | 沙门       |        |          | 玉环市 | 待定           | 不适用   | 预计2031年     | 普通站   |
| 二期（南延段） | ｜   | 彭宅             | 彭宅       |        |          | 玉环市 | 待定           | 不适用   | 预计2031年     | 普通站   |
| 二期（南延段） | ｜   | 楚门             | 楚门       |        |          | 玉环市 | 待定           | 不适用   | 预计2031年     | 普通站   |
| 二期（南延段） | ｜   | 工业大道         | 工业大道   |        |          | 玉环市 | 待定           | 不适用   | 预计2031年     | 普通站   |
| 二期（南延段） | ｜   | 玉环火车站       | 玉环火车站 |        |          | 玉环市 | 待定           | 不适用   | 预计2031年     | 普通站   |
| 二期（南延段） | ｜   | 漩门             | 漩门       |        |          | 玉环市 | 待定           | 不适用   | 预计2031年     | 普通站   |
| 二期（南延段） | ｜   | 玉环             | 玉环       |        |          | 玉环市 | 待定           | 不适用   | 预计2031年     | 普通站   |
| 二期（南延段） | ｜   | 珠港大道         | 珠港大道   |        |          | 玉环市 | 待定           | 不适用   | 预计2031年     | 普通站   |
| 二期（南延段） | ●    | 坎门             | 坎门       |        |          | 玉环市 | 待定           | 不适用   | 预计2031年     | 普通站   |

### 站內配線與站台形式
| 配線分類 | 2站台2到发线+越行线                | 1岛式站台2到发线                                                                            | 2侧式站台2到發線                        |
| 结构图   |                                    |                                                                                             |                                         |
| 采用站   | 汇丰路站 泽国站 温岭第一人民医院站 | 台州火车站站、学院路站、 恩泽医院站、台州汽车南站站、 九龙大道站、万昌路站、 南屏站、城南站 | 国博中心站 锦泰站 温岭火车站站 汇川王站 |

## 项目进展

### 规划
2015年10月20日，台州市域铁路S1线、S2线一期工程可行性研究报告进行了评审。
2016年9月9日，浙江省发改委（浙发改交通〔2016〕568号）批复台州市域铁路S1一期工程可行性研究报告。
2016年9月11日，台州市域铁路S1线一期工程通过初步设计审查。
2016年10月17日，浙江省发改委批复台州市域铁路S1线一期工程初步设计。台州市域铁路第一项目有限公司正式注册成立。

### 建设
2016年11月，S1线一期工程PPP项目评审会召开。11月17日，台州市域铁路S1线一期工程举行开工仪式。
2016年12月，S1线一期工程土地报件全部完成。S1线一期工程PPP实施方案经市长办公会议通过。
2017年4月，S1线一期工程洪家特大桥段浇注第一墩，城南隧道金山段完成首爆。
2022年2月28日，全线铺轨贯通。6月28日，S1线顺利通过项目工程验收。6月30日，正式开启运行试验，项目进入到建设期与运营期的过渡阶段。10月31日，S1线顺利通过项目工程档案预验收。11月8日，S1线安全评估预检查工作圆满完成。11月29日，S1线一期工程顺利通过竣工验收。

### 运营
2022年11月14日，S1线正式进入试运行指标验证阶段。12月3日，按照初期运营开通时列车运行图连续行车20天工作圆满完成。12月9日，S1线线路图、票价表公布。12月11日，S1线通过初期运营前安全评估。12月14日，S1线2022年运营突发事件综合应急演练在台州火车站站进行。12月28日，S1线正式开通运营。

#### 票价
台州市域铁路S1线票价实行里程分段计价票制，由起步价+里程价组成。S1线起步价2元，可乘坐8公里（含8公里），8至28公里（含28公里）每1元可乘4公里，28至64公里（含64公里）每1元可乘6公里，64公里以上每1元可乘8公里，一期线路全程11元。

#### 运营事故
2024年3月20日，台州市域铁路S1线发生了一起运营事故。因列车在恩泽医院站被扣停，早上8时起，S1线温岭第一人民医院站至城南站区间停运。后于当日10时28分起恢复正常。

### 融资
2016年5月12日上午，国内首个市域铁路PPP项目成功在台州签约并进行预中标公示。
2017年6月，S1线一期工程PPP项目签约仪式顺利举行。
2017年8月21日，台州市轨道交通建设开发有限公司就台州市域铁路S1线一期工程融资问题，与工商银行浙江省分行签约60亿元的银行授信。

## 项目主要技术参数

### 线路
- 铁路等级：市域铁路
- 正线数目：双线
- 行驶方向：靠左行驶
- 速度目标值：140km/h（局部地段限速）
- 正线线间距：4.0m
- 最小曲线半径：一般地段1100m，困难地段1000m。限速地段根据实际情况和速度时间曲线模拟确定
- 最大坡度：一般地段20‰，困难地段30‰[31]

### 车辆
- 采用4辆编组市域D型车，最大载客量1045人。[3]

- 市域铁路S1线设计最高时速为140km/h，平均旅行速度70-90km/h.

- 初期可满足单向高峰小时断面客流量0.85万人次的需要。[32]